# Eucoccosterphus paludatus
Eucoccosterphus paludatus är en insektsart som beskrevs av William Lucas Distant. Eucoccosterphus paludatus ingår i släktet Eucoccosterphus och familjen hornstritar. Inga underarter finns listade i Catalogue of Life.